# Giuseppe Santagostino
Giuseppe Santagostino (1901-1955) fue un futbolista italiano conocido por ser uno de los máximos goleadores del club AC Milan.